# Cannondale Pro Cycling Team
|  | Aquest article tracta sobre l'equip hereu Liquigas. Si cerqueu l'equip hereu del Garmin, vegeu «Cannondale Pro Cycling Team (2016)». |

El Cannondale Pro Cycling Team (codi UCI: CAN), conegut anteriorment com a Liquigas, va ser un equip italià de ciclismeprofessional en ruta que participà en l'UCI Pro Tour. Es va crear l'any 2005, amb la unió de parts les antigues estructures dels equips Alessio i Vini Caldirola, i és dirigit per Roberto Amadio. Des de la seva creació, el patrocinador principal de l'equip havia estat Liquigas. El 2011 va incorporar com a patrocinador a l'empresa de bicicletes estatunidenca Cannondale, i a partir del 2013 en passà a ser l'únic patrocinador. L'agost de 2014 l'equip anuncià la seva intenció de fusionar-se amb l'equip Garmin-Sharp per passar a anomenar-se Cannondale-Garmin de cara a la temporada 2015.
Entre el 2005 i 2007 Danilo Di Luca en fou el cap de files, amb victòries destacada a l'Amstel Gold Race, la Fletxa Valona i la Volta al País Basc el 2005 i la Lieja-Bastogne-Lieja i el Giro d'Itàlia el 2007.
A partir del 2010 els caps de fila foren Ivan Basso i Vincenzo Nibali, vencedors respectivament del Giro d'Itàlia i de la Volta a Espanya de 2010.
No s'ha de confondre aquest equip amb el Liquigas-Pata.

## Principals resultats

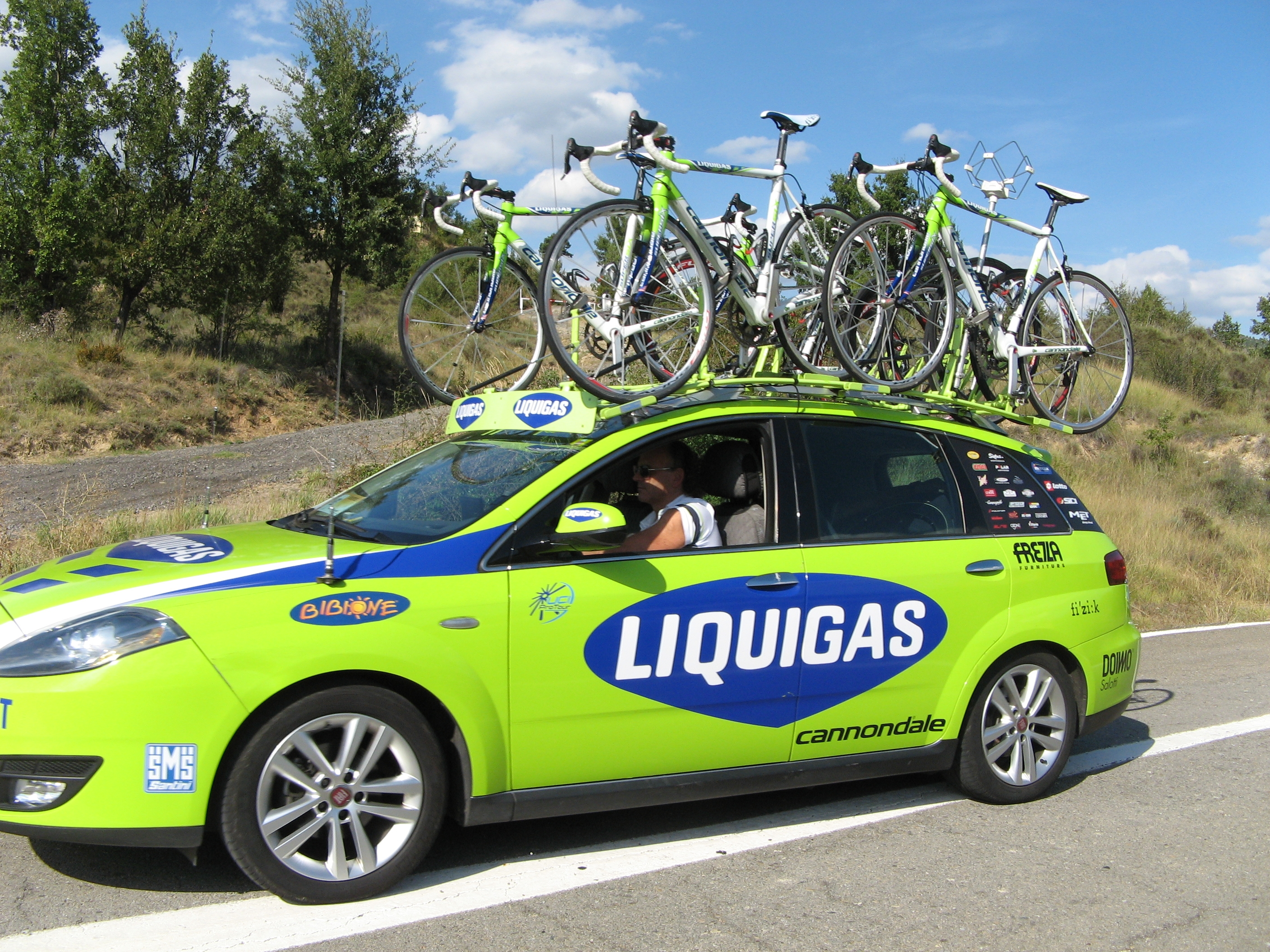
Vehicle de l'equip al 2008

### Clàssiques
- Amstel Gold Race: 2005 (Danilo di Luca)
- Fletxa Valona: 2005 (Danilo di Luca)
- GP Ouest France-Plouay: 2006 (Vincenzo Nibali)
- Lieja-Bastogne-Lieja: 2007 (Danilo di Luca)
- Clàssica de Sant Sebastià: 2007 (Leonardo Bertagnolli)
- Gant-Wevelgem: 2013 (Peter Sagan)
- Gran Premi Ciclista de Mont-real: 2013 (Peter Sagan)
- Gran Premi E3: 2014 (Peter Sagan)

### Curses per etapes
- Volta al País Basc: 2005 (Danilo Di Luca)
- Volta a Suïssa: 2008 (Roman Kreuziger)
- Tour de Romandia: 2009 (Roman Kreuziger)
- Volta a Polònia: 2011 (Peter Sagan) i 2012 (Moreno Moser)
- Tirrena-Adriàtica: 2012 (Vincenzo Nibali)

### Grans Voltes
| - Tour de França - 10 participacions (2005, 2006, 2007, 2008, 2009, 2010, 2011, 2012, 2013, 2014) - 5 victòria d'etapa: - 1 el 2007: Filippo Pozzato - 3 el 2012: Peter Sagan (3) - 1 el 2013: Peter Sagan - 4 classificació secundària - Classificació per punts: Peter Sagan (2012, 2013 i 2014) - Combativitat: Alessandro De Marchi (2014) | - Giro d'Itàlia - 10 participations (2005, 2006, 2007, 2008, 2009, 2010, 2011, 2012, 2013, 2014) - 2 victòries finals: - 2007: Danilo Di Luca - 2010: Ivan Basso - 17 victòries d'etapa: - 2 el 2005: Danilo Di Luca (2) - 1 el 2006: Franco Pellizotti - 4 el 2007: Danilo Di Luca (3) i la contrarellotge per equips - 4 el 2008: Daniele Bennati (3) i Franco Pellizotti - 1 el 2009: Franco Pellizotti - 3 el 2010: contrarellotge per equips, Vincenzo Nibali i Ivan Basso - 2 el 2011: Vincenzo Nibali, Eros Capecchi - 4 classificacions secundàries: - Classificació per punts: Danilo Di Luca (2007) i Daniele Bennati (2008) - Classificació per equips per temps: 2010 - Classificació per equips per punts: 2010 | - Volta a Espanya - 10 participacions (2005, 2006, 2007, 2008, 2009, 2010, 2011, 2012, 2013, 2014) - 1 victòria final: - 2010: Vincenzo Nibali - 9 victòries d'etapa: - 2 el 2006: Danilo Di Luca i Luca Paolini - 2 el 2008: Daniele Bennati i la contrarellotge per equips - 3 el 2011: Peter Sagan (3) - 1 el 2013: Daniele Ratto - 1 el 2014: Alessandro De Marchi - 1 classificació secundària - Combinada: Vincenzo Nibali el 2010 |

### Campionats nacionals
- Campionat de Belarús en ruta: 2010 (Aliaksandr Kutxinski)
- Campionat de Dinamarca en contrarellotge: 2013 (Brian Vandborg)
- Campionat d'Eslovàquia en ruta: 2011, 2012, 2013 i 2014 (Peter Sagan)
- Campionat dels Estats Units en ruta: 2012 (Timothy Duggan)
- Campionat de Finlàndia en ruta: 2009 (Kjell Carlström)
- Campionat d'Itàlia en ruta: 2005 (Enrico Gasparotto)
- Campionat de Polònia en contrarellotge: 2012 i 2013 (Maciej Bodnar)
- Campionat de Suècia en ruta: 2007 (Magnus Bäckstedt)

## Classificacions UCI

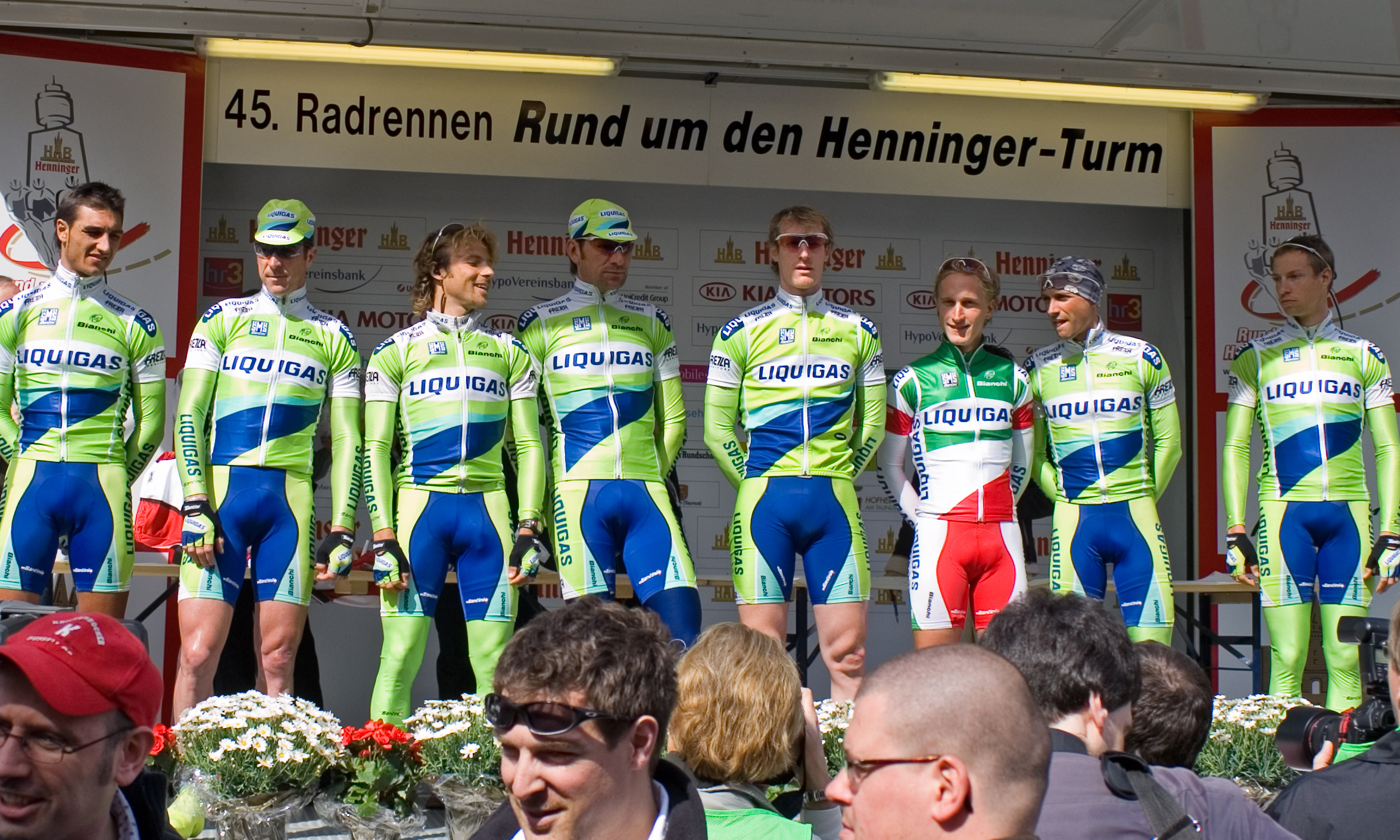
L'equip al 2006

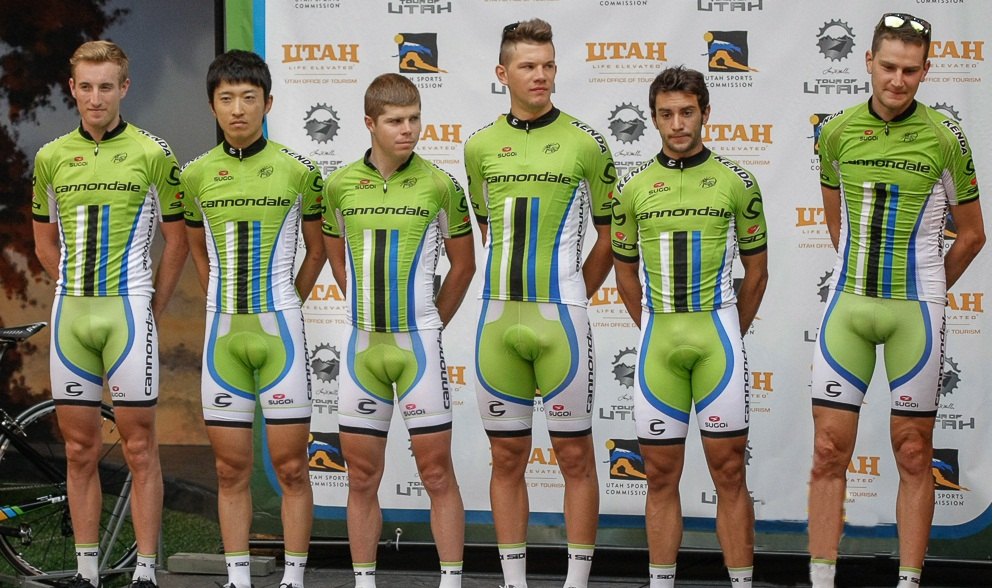
L'equip al 2013

El Liquigas es creà el 2005 i immediatament s'integrà al ProTour, instaurat el mateix any. La següent classificació estableix la posició de l'equip en finalitzar la temporada.
| Temporada | Classificació per equips | Millor ciclista en la classificació individual |
| --------- | ------------------------ | ---------------------------------------------- |
| 2005      | 15è                      | Danilo Di Luca (1r)                            |
| 2006      | 14è                      | Vincenzo Nibali (25è)                          |
| 2007      | 2n                       | Leonardo Bertagnolli (29è)                     |
| 2008      | 4t                       | Roman Kreuziger (4t)                           |

El 2009 la classificació del ProTour és substituïda per la Classificació mundial UCI.
| Temporada | Classificació per equips | Millor ciclista en la classificació individual |
| --------- | ------------------------ | ---------------------------------------------- |
| 2009      | 5è                       | Roman Kreuziger (7è)                           |
| 2010      | 2n                       | Vincenzo Nibali (5è)                           |

El 2011 la Classificació mundial UCI passa a ser l'UCI World Tour.
| Temporada | Classificació per equips | Millor ciclista en la classificació individual |
| --------- | ------------------------ | ---------------------------------------------- |
| 2011      | 7è                       | Vincenzo Nibali (11è)                          |
| 2012      | 3r                       | Vincenzo Nibali (4t)                           |
| 2013      | 9è                       | Peter Sagan (4t)                               |
| 2014      | 17è                      | Peter Sagan (15è)                              |

El 2005, l'equip també participà en alguna prova de l'UCI Europa Tour.
UCI Europa Tour
| Temporada | Classificació per equips | Millor ciclista en la classificació individual |
| --------- | ------------------------ | ---------------------------------------------- |
| 2005      | 105è                     | Eros Capecchi (692è)                           |